# Fjord Plast
Fjord Plast war ein norwegischer Sportboothersteller. Der Firmensitz war in Arendal.

## Geschichte
Am 1. Juli 1960 gründete der Norweger Alf R. Bjerke gemeinsam mit Finn B. Roer die Firma Fjord Plast. Wegen der ersten beiden Jollen-Modelle gab es Streit um die Urheberrechte, die Bror With für sich beanspruchte. Als der Produktentwickler Jan Herman Linge zugezogen wurde, hatte die Firma nach Linges ersten Modell, dem Fjord 21 Olympic, mit dem 1962 gebauten „Fjordling 17“ mit über 2000 verkauften Booten großen Erfolg. Das Unternehmen wuchs rasch und war eines der ersten Sportboothersteller, die bei der Produktion auf glasfaserverstärkten Kunststoff (GFK) setzten. In den 1960er Jahren entwickelte sich die Firma zu Nordeuropas größtem Produzenten von Glaserfaserbooten.
In seinen Hochzeiten hatte das Unternehmen mehr als 700 Mitarbeiter und Produktionsstätten in Arendal, Grimstad, Rjukan und auf den Philippinen. Durch die Ölkrise 1973 geriet Fjord Plast in finanzielle Schwierigkeiten.
1980 begann der Bau von GFK-Booten mit Holzbootoptik.

## Fjord Boats AS
1981 wurde Fjord Plast AS an Bjørn Minde, Tor Egil Baardsen und Odd Simonsen verkauft. Minde übernahm anschließend die Anteile seiner Partner und war Alleineigentümer. Er fusionierte Fjord Plast mit Wiking Boats zu Fjord Boats AS. Die Produktion wurde nur noch am Standort Rjukan weitergeführt. 1991 verkaufte Minde die Firma an Eivind Astrup, der 1996 erneut Fjord Boats an Inger Sande Brøvig verkaufte. Zu diesem Zeitpunkt wurde das Archiv der Firma dem Aust-Agder museum übergeben.
Am 1. März 2006 übernahm die deutsche HanseYachts AG mit Sitz in Greifswald eine Mehrheitsbeteiligung von 51 % an der Fjord Boats AS. 2007 erfolgte die vollständige Übernahme.

## Modellübersicht
| Modell            | gebaut seit | Länge ü.a. (m) | Gew. (t) | Antrieb                                           | Leistung (PS) |
| Fjord 38 open     | 2019        | 11,50          | 6,4      | Volvo Penta, 2 × D4‑270 / 2 × D4‑320              | 540‑640       |
| Fjord 38 xpress 1 | 2018        | 11,63          | 6,1      | Mercury Verado oder Suzuki, 2 × 300 / 2 × 350     | 600‑700       |
| Fjord 40 open     | 2007        | 11,99          | 10,0     | Volvo Penta, 2 × IPS500 / 2 × IPS650              | 760‑960       |
| Fjord 41 XL       | 2020        | 12,70          | 10,8     | Volvo Penta, 2 × D6-340 / 2 × D6-380 / 2 × D6-440 | 680‑880       |
| Fjord 44 open     | 2018        | 13,45          | 9,6      | Volvo Penta, 2 × IPS500 / 2 × IPS650              | 760‑960       |
| Fjord 44 coupé    | 2018        | 13,45          | 11,3     | Volvo Penta, 2 × IPS500 / 2 × IPS650              | 760‑960       |
| Fjord 52 open     | 2018        | 16,36          | 17,8     | Volvo Penta, 2 × IPS650 / 2 × IPS700 / 3 × IPS800 | 1.100‑1.440   |

1 Modell mit Außenbordmotoren